# Phaeogenes cacoeciae
Phaeogenes cacoeciae är en stekelart som beskrevs av Henry Lorenz Viereck 1924. Phaeogenes cacoeciae ingår i släktet Phaeogenes och familjen brokparasitsteklar. Inga underarter finns listade i Catalogue of Life.